# Pueblos indígenas de Ecuador
Las nacionalidades y pueblos indígenas de Ecuador son las colectividades que asumen una identidad étnica con base en su cultura, sus instituciones y una historia que los define como los pueblos autóctonos del país, descendientes de las sociedades prehispánicas. La República del Ecuador reconoce a los pueblos y nacionalidades indígenas al definirse en su Constitución Política como una nación intercultural y plurinacional. De acuerdo con el último censo nacional, realizado en 2022
, 1 301 887 personas se autodefinen como indígenas, ubicados mayoritariamente en las regiones Sierra y Amazonia, representando el 7,7% de la población total.
Se estima además que cerca del 3,2% de la población ecuatoriana habla una lengua indígena. Esto quiere decir que el 49,6% de los indígenas, 645.821 personas aproximadamente, habla una lengua indígena. Las dos principales son el quichua, con 527.333 hablantes y el shuar con 59.894 hablantes.

## Distribución
Las provincias con mayor población indígena según el censo de 2022 son Pichincha (192 585), Chimborazo (178 754), Imbabura (131 586), Morona Santiago (112 722) y Cotopaxi (111 444). Los indígenas son el grupo étnico más numeroso en las provincias de Napo (65,0 %) y Morona Santiago (58,6 %).
| Provincia                      | Porcentaje (%) |
| ------------------------------ | -------------- |
| Napo                           | 65,0           |
| Morona Santiago                | 58,6           |
| Pastaza                        | 50,8           |
| Chimborazo                     | 37,9           |
| Orellana                       | 37,3           |
| Bolívar                        | 29,5           |
| Imbabura                       | 28,0           |
| Cotopaxi                       | 23,7           |
| Zamora Chinchipe               | 18,9           |
| Sucumbíos                      | 16,3           |
| Cañar                          | 14,7           |
| Tungurahua                     | 13,5           |
| Galápagos                      | 9,3            |
| Pichincha                      | 6,2            |
| Carchi                         | 4,2            |
| Loja                           | 3,6            |
| Esmeraldas                     | 3,4            |
| Azuay                          | 2,0            |
| Santo Domingo de los Tsáchilas | 1,4            |
| Guayas                         | 1,3            |
| Santa Elena                    | 1,2            |
| Los Ríos                       | 0,7            |
| El Oro                         | 0,5            |
| Manabí                         | 0,2            |
| Ecuador                        | 7,7            |

## Condiciones de vida
Grupos étnicos como los caranquis, tomabelas y cayambis han logrado mejorar sus condiciones de vida y se han adaptado fácilmente a la cultura del comercio y la globalización; a pesar los esfuerzos realizados por diferentes organismos gubernamentales y no-gubernamentales en pro del reconocimiento legal de la cultura y de la calidad de vida de los pueblos originarios del Ecuador, existen aún otros grupos indígenas con un alto grado de marginación, discriminación, desnutrición y pobreza extrema que los está llevando a la extinción de su cultura.
El camino que han recorrido y construido los pueblos indígenas en los últimos años, es de suma importancia, con importantes conquistas en el campo educativo, político, social, económico y cultural. En el ámbito de lenguas indígenas, la Dirección Nacional de Educación Indígena Intercultural Bilingüe del Ecuador (DINEIB), que se creó en el año de 1988 como instancia encargada de llevar adelante la tarea educativa, se ve en la necesidad de crear una instancia que regule, estandarice y desarrolle las lenguas indígenas, si bien es cierto que hasta ahora se han escrito obras y se han desarrollado alfabetos y diccionarios no para todas las lenguas, fueron bajo enfoques diversos de acuerdo a los diferentes esfuerzos que, cabe reconocer.

## Pueblos y nacionalidades
El Ministerio Coordinador de Desarrollo Social, a través del Sistema de Indicadores de las Nacionalidades y Pueblos del Ecuador (SIDENPE), creado por el Consejo de Desarrollo de las Nacionalidades y Pueblos del Ecuador (CODENPE) y asociado al Sistema Integrado de Indicadores Sociales del Ecuador (SIISE), identifica a los grupos étnicos en 13 nacionalidades, además pueblos dentro de la nacionalidad quichua que mantienen su identidad de acuerdo a sus costumbres, dialecto, ubicación geográfica y actividades económicas. No obstante, existen algunas imprecisiones en aquel listado, debido a que existen grupos étnicos no incluidos en la lista, como los andoas, que debido a su lengua y cultura propias, podría definirse como una nacionalidad; a la vez que se incluyen grupos cuya definición de su identidad entraña aún diversos criterios internos; tal es el caso de los panzaleos; e inclusive grupos sin identidad alguna como los quitu-caras.

### Nacionalidades
En esta lista se incluyen todos los grupos étnicos con lengua y cultura propia.
| Región            | Nacionalidad                          | Otra denominación | Lengua         | Familia lingüística | Población                                                | Ubicación |
| ----------------- | ------------------------------------- | ----------------- | -------------- | ------------------- | -------------------------------------------------------- | --------- |
| Costa             |                                       |                   |                |                     |                                                          |           |
| Awá               | Cuaiquer, Kwaiker                     | Awá pit           | Barbacoana     | 5513                | Carchi · Esmeraldas · Imbabura                           |           |
| Chachi            | Cayapa                                | Cha'palaachi      | Barbacoana     | 10 222              | Esmeraldas                                               |           |
| Épera             | Emberá, êbêra, ẽpẽrá, Chocó           | Sia Pedee         | Chocó          | 546                 | Esmeraldas                                               |           |
| Tsáchila          | Colorado                              | Tsafiki           | Barbacoana     | 2956                | Santo Domingo de los Tsáchilas                           |           |
| Sierra            |                                       |                   |                |                     |                                                          |           |
| Quichua andino    | Kichwa de la sierra                   | Quichua           | Quechua        | 605 162             | Todas las provincias andinas · Guayas · Zamora Chinchipe |           |
| Amazonía          |                                       |                   |                |                     |                                                          |           |
| Achuar            | Jíbaro                                | Achuar Chicham    | Jívara         | 7865                | Morona Santiago · Pastaza                                |           |
| Andoa             | Andwa                                 | Andwash           | Zaparoanas     | 2462                | Pastaza                                                  |           |
| Cofán             | A'i, Kofán                            | A'ingaer          | (Idioma único) | 1485                | Sucumbíos                                                |           |
| Waorani           | Waodani, Huaorani, Sabela, Auca, Wao  | Wao Terero        | (Idioma único) | 2416                | Napo · Orellana · Pastaza                                |           |
| Quichua amazónico | Kichwa de la Amazonía                 | Quichua           | Quechua        | 122 882             | Napo · Orellana · Pastaza · Sucumbíos                    |           |
| Secoya            | Airo Pai, Huajoya, Piojé, Encabellado | Paicoca           | Tucana         | 689                 | Sucumbíos                                                |           |
| Siona             | Gâ'tɨya Pâín, Ceona, Encabellado      | Baicoca           | Tucana         | 611                 | Sucumbíos                                                |           |
| Shiwiar           | Jíbaro                                | Shiwiar Chicham   | Jívara         | 1198                | Pastaza                                                  |           |
| Shuar             | Jíbaro                                | Shuar Chicham     | Jívara         | 79 709              | Morona Santiago · Orellana · Pastaza · Zamora Chinchipe  |           |
| Zápara            | Sapara, Kayapwe                       | Sapara            | Zaparoanas     | 559                 | Pastaza                                                  |           |

### Pueblos
En esta lista se incluyen todos los grupos étnicos que mantienen su identidad de acuerdo a sus costumbres, dialecto, ubicación geográfica y actividades económicas; de manera bien definida, con el quichua como lengua. computacion
| Nacionalidad      | Pueblo              | Otra denominación  | Población | Ubicación                         |
| ----------------- | ------------------- | ------------------ | --------- | --------------------------------- |
| Quichua andino    | Cañari              | Kañari             | 28645     | Azuay · Cañar                     |
| Quichua andino    | Caranqui            | Karanki            | 11590     | Imbabura                          |
| Quichua andino    | Cayambi             | Kayampi            | 33726     | Pichincha                         |
| Quichua andino    | Chibuleo            | -                  | 5383      | Tungurahua                        |
| Quichua andino    | Guaranga            | Waranka            | 16963     | Bolívar                           |
| Quichua andino    | Natabuela           | -                  | 1862      | Imbabura                          |
| Quichua andino    | Otavalo             | -                  | 56675     | Imbabura · Pichincha              |
| Quichua andino    | Panzaleo            | Kichwa de Cotopaxi | 61026     | Cotopaxi · Pichincha · Tungurahua |
| Quichua andino    | Puruhá              | -                  | 136141    | Chimborazo · Pichincha            |
| Quichua andino    | Quisapincha         | Kisapincha         | 10105     | Tungurahua                        |
| Quichua andino    | Salasaca            | Salasaka           | 6445      | Tungurahua                        |
| Quichua andino    | Saraguro            | Sarakuru           | 17118     | Loja · Zamora Chinchipe           |
| Quichua andino    | Tomabela            | -                  | 6445      | Bolívar · Tungurahua              |
| Quichua amazónico | Quichuas del Napo   | Napuruna, quijos   | 104192    | Napo · Orellana · Sucumbíos       |
| Quichua amazónico | Quichuas de Pastaza | Canelos, sarayakus | 17817     | Pastaza                           |

## Lenguas indígenas
En la actualidad, aunque el 7,7% de la población se identifica como indígena según el último Censo de Población y Vivienda de 2022, solo el 3,2% realmente habla un idioma indígena. Esto significa que del total de la población indígena que asciende a 1'302.057 personas, el 50,4% de ellos no habla un idioma indígena, el 40,5% habla quichua y el 4,6% habla shuar. En números totales de personas, en Ecuador se estima que 645.821 de personas habla un idioma indígena. Estas se dividen principalmente en:
- Quichua con 527.333 hablantes y el 40,5% del total de indígenas.
- Shuar con 59.894 hablantes y el 4,6% del total de indígenas.
- Otras lenguas con 58.594 hablantes y el 5,3% del total de indígenas.